# Marie Hilmersson
Marie Hilmersson, (senare Nordahl) född den 14 januari 1981 är en svensk slägg- och viktkastare. Hon vann SM i viktkastning inomhus år 2009.
Hilmersson deltog 2001 i släggkastning vid U23-EM i Amsterdam, Nederländerna men blev utslagen i kvalet med 53,71.
Vid U23-EM i Bydgoszcz, Polen år 2003 slogs hon också ut i kvalet, denna gång på 54,42.

## Personliga rekord
| Utomhus - Kula – 13,42 (Vellinge 16 augusti 2003) - Diskus – 47,84 (West Lafayette, Indiana USA 16 maj 2004) - Diskus – 46,92 (Helsingborg 20 augusti 2005) - Slägga – 64,55 (Arvika 1 augusti 2010) - Viktkastning – 17,87 (Torsby 21 juli 2010) | Inomhus - Kula – 13,05 (Eskilstuna 28 januari 2001) - Viktkastning – 18,02 (University Park, Pennsylvania USA 24 februari 2002) - Viktkastning – 17,91 (Örebro 19 februari 2012) - Viktkastning 10 kg – 17,89 (Bollnäs 1 mars 2009) |

### Fotnoter
1. ↑  ”Tävlingsårsskiftesövergångar 1 december 1998”. friidrott.se. Arkiverad från originalet den 23 november 2016. https://web.archive.org/web/20161123055804/http://www.friidrott.se/forbundsinfo/overgangar/arsskifte9899.aspx. Läst 22 november 2016.
2. ↑  ”Karensövergångar 2005”. friidrott.se. 4 november 2005. Arkiverad från originalet den 23 november 2016. https://web.archive.org/web/20161123055155/http://www.friidrott.se/forbundsinfo/overgangar/Karens05.aspx. Läst 22 november 2016.
3. ↑  ”Karensövergångar 2015”. friidrott.se. 12 oktober 2015. Arkiverad från originalet den 17 september 2018. https://web.archive.org/web/20180917181952/http://www.friidrott.se/forbundsinfo/overgangar/karens15.aspx. Läst 22 november 2016.
4. 1 2 3 4  Wiger 2006, s. 232.
5. ↑  ”Stora SM 2008, dag 3”. trackandfield.se. Arkiverad från originalet den 24 augusti 2010. https://web.archive.org/web/20100824041425/http://www.trackandfield.se/Resultat/2008/080803.htm. Läst 20 maj 2013.
6. ↑  ”Stora SM 2009”. Arkiverad från originalet den 13 december 2009. https://archive.is/20091213202749/http://88.131.109.176/folksam/sm09/resultat.php. Läst 23 april 2013.
7. ↑  ”Stora inne-SM 2005, resultat” (pdf). mai.se. Arkiverad från originalet den 21 februari 2006. https://web.archive.org/web/20060221095925/http://www.mai.se/resultat/resultatlista-ism.2005.pdf. Läst 12 april 2015.
8. ↑  ”Stora inne-SM 2006 damer , resultat” (html). friidrott.stockholm.se. http://www.friidrott.stockholm.se/ism2006/resultat/f_kvinnor_resultat.html. Läst 6 april 2015.
9. ↑  ”Stora inne-SM 2007, resultat” (htm). idrottonline.se. http://idrottonline.se/SvenskaFriidrottsforbundet/globalassets/goteborgs-friidrottsforbund/dokument/resultat-och-statistik/resultatarkiv/2007/070225ism.htm. Läst 12 april 2015.
10. ↑  ”Stora inne-SM 2008, resultat” (pdf). mai.se. Arkiverad från originalet den 14 april 2015. https://web.archive.org/web/20150414002300/http://www.mai.se/resultat/resultat_inne-sm_2008.pdf. Läst 11 april 2015.
11. ↑  ”Stora inne-SM 2009 dag 2, resultat”. ism2009.se. Arkiverad från originalet den 4 mars 2016. https://web.archive.org/web/20160304222657/http://www.ism2009.se/filer/resultat_dag2.html. Läst 17 juli 2012.
12. ↑  ”Stora inne-SM 2010 dag 2, resultat”. friidrott.stockholm.se. http://www.friidrott.stockholm.se/ISM2010/Page.asp?PageIdentifier=RESSONDAG. Läst 19 juli 2012.
13. 1 2 3 4 5 6  ”Personsida på AllAthletics” (på engelska). all-athletics.com. Arkiverad från originalet den 23 november 2016. https://web.archive.org/web/20161123132910/http://www.all-athletics.com/node/148358. Läst 22 november 2016.
14. ↑  ”European Athletics U23 Championships - Amsterdam 2001” (på engelska). european-athletics.org. http://www.european-athletics.org/competitions/european-athletics-u23-championships/history/year=2001/results/index.html. Läst 25 oktober 2017.
15. ↑  ”Em 22 dag 1: musse åtta - henrik lätt vidare”. friidrott.se. 12 juli 2001. Arkiverad från originalet den 26 oktober 2017. https://web.archive.org/web/20171026214614/http://www.friidrott.se/nyheter.aspx?id=1001. Läst 26 oktober 2017.
16. ↑  ”European Athletics U23 Championships - Bydgoszcz 2003” (på engelska). european-athletics.org. http://www.european-athletics.org/competitions/european-athletics-u23-championships/history/year=2003/results/index.html. Läst 22 oktober 2017.
17. ↑  ”JEM22 dag 1 fm: Staffan nära final”. friidrott.se. 17 juli 2003. Arkiverad från originalet den 27 oktober 2017. https://web.archive.org/web/20171027030012/http://www.friidrott.se/nyheter.aspx?id=2740. Läst 26 oktober 2017.
18. 1 2 3 4 5  ”Personsida på European Athletics' webbplats” (på engelska). european-athletics.org. http://www.european-athletics.org/athletes/group=n/athlete=132876-nordahl-marie/index.html. Läst 22 november 2016.
19. ↑  ”Personsida hos IAAF” (på engelska). iaaf.org. https://www.iaaf.org/athletes/sweden/marie-hilmersson-nordahl-188614. Läst 22 november 2016.